# JFEミネラル
JFEミネラル株式会社 （ジェイエフイーミネラル、英文社名 JFE MINERAL COMPANY, LTD.）は、日本の企業である。

## 概要
鉱物を中心とした資源・素材関連事業を手がけている。

## 事業
鉱産品事業部
日本国内に5か所、フィリピン・オーストラリアに保有している自社鉱山から、石灰石・珪砂などを採掘し、JFEスチールをはじめとする取引先に向けて出荷している。また環境プロジェクト部では、汚染された土壌・地下水の浄化をはじめとする環境対策事業を行っている。
製鉄関連事業部
親会社であるJFEスチールから排出される鉄鋼スラグを加工・改良し、セメント原料や肥料などに転用している。
機能素材事業部
世界シェア60%以上を誇るニッケル超微粉を中心とした、電子機器・電子部品向け新素材の製造を行っている。

## 主要事業所
- 本社 - 東京都港区芝3-8-2
- 鉱産品事業部
  - 青森鉱業所 - 青森県青森市
  - 飯豊鉱業所 - 山形県西置賜郡飯豊町
  - 栃木鉱業所 - 栃木県鹿沼市
  - 芳井鉱業所 - 岡山県井原市
  - 津久見工場 - 大分県津久見市
- 製鉄関連事業部
  - 千葉製造所 - 千葉県千葉市中央区（JFEスチール東日本製鉄所千葉地区構内）
  - 京浜製造所 - 神奈川県川崎市川崎区（JFEスチール東日本製鉄所京浜地区構内）
  - 倉敷製造所 - 岡山県倉敷市（JFEスチール西日本製鉄所倉敷地区構内）
  - 福山製造所 - 広島県福山市（JFEスチール西日本製鉄所福山地区構内）
- 機能素材事業部
  - 機能素材製造所 - 千葉県千葉市中央区（JFEスチール東日本製鉄所千葉地区構内）
- 技術研究所 - 千葉県千葉市中央区（JFEスチール東日本製鉄所千葉地区構内）

## 沿革

### 川鉄鉱業
- 1958年（昭和33年）7月 - 川崎製鉄の出資により、川鉄鉱業株式会社設立。
- 1964年（昭和39年） - 岐阜工場、栃木鉱業所、千葉製造所を開設。
- 1965年（昭和40年） - 津久見工場を開設。
- 1966年（昭和41年） - 武蔵野鉱業所（埼玉県飯能市）を開設。
- 1967年（昭和42年） - 水島製造所（現・倉敷製造所）を開設。
- 1973年（昭和48年） - 高知鉱業所を開設。
- 1985年（昭和60年） - 飯豊鉱業所を開設。

### 鋼管鉱業
- 1949年（昭和24年）3月 - 鋼管鉱業株式会社設立。

### JFEミネラル発足後
- 2004年（平成16年）7月1日 - 川鉄鉱業と鋼管鉱業が合併しJFEミネラル株式会社が発足。
- 2006年（平成18年） - 岐阜工場閉鎖。
- 2007年（平成19年）4月 - 高知鉱業所を奈路鉱産株式会社に譲渡。
- 2008年（平成20年）4月 - 技術研究所基礎材料開発センターを、広島県福山市から千葉市中央区に移転。
- 2010年（平成22年）7月 - JFEロックファイバー株式会社を完全子会社化。
- 2015年（平成27年）3月 - 武蔵野鉱業所閉鎖。
- 2017年（平成29年）4月 - 奈路鉱産株式会社を吸収合併。
- 2022年（令和4年）4月 - JFEミネラルを存続会社として、水島合金鉄株式会社、JFEマテリアル株式会社と経営統合を実施する予定[1]。

## 関係会社
- JFEロックファイバー株式会社
- アワノ砕石株式会社
- JFEベルテック株式会社（旧社名：鋼鈴機工株式会社）
- 水島リバーメント株式会社
- JFEミネラル（オーストラリア）プロプライエタリィ リミテッド
- フィリピン・マイニング・サービス・コーポレーション
- ビサヤ・スレークト・ライム・コーポレーション
- ドロマイト・マイニング・コーポレーション
- ボホール・ライムストーン・コーポレーション
- ミネラル・ブラジル・ペスキーザス・エ・デゼンヴォルヴィメント・リミターダ